# Cámara Argentina de Productores de Fonogramas y Videogramas
Cámara Argentina de Productores de Fonogramas y Videogramas (CAPIF) es una organización argentina miembro de la IFPI. CAPIF representa la industria de la música en ese país. Es una organización sin fines de lucro integrada por discográficas multinacionales e independientes.

## Ventas y certificaciones

#### Álbumes
| Período                                  | Oro certificación | Platino certificación | Diamante certificación |
| ---------------------------------------- | ----------------- | --------------------- | ---------------------- |
| Enero 1980 - 31 de diciembre de 2000     | 30 000            | 60 000                | 500 000                |
| 1 de enero de 2001 – 30 de junio de 2016 | 20 000            | 40 000                | 250 000                |
| 1 de julio de 2016 –presente             | 10 000            | 20 000                | 135 000                |

#### Sencillos
| Certificado                         | Oro certificación | Platino certificación | Diamante certificación |
| ----------------------------------- | ----------------- | --------------------- | ---------------------- |
| Ventas físicas (eliminadas en 2001) | 50 000            | 100 000               | Ninguna                |
| Descarga digitales                  | 10 000            | 20 000                | 135 000                |
| Streams                             | 8 000 000         | 16 000 000            | 100 000 000            |

#### DVD
| Período                       | Oro certificación | Platino certificación | Diamante certificación |
| ----------------------------- | ----------------- | --------------------- | ---------------------- |
| Antes 2011                    | 4 000             | 8 000                 | Ninguna                |
| 2011 – 30 de junio de 2016    | 7 500             | 15 000                | 75 000                 |
| 1 de julio de 2016 - presente | 5 000             | 10 000                | 50 000                 |

#### Otros lanzamientos
| Tipo                                        | Oro certificación | Platino certificación | Diamante certificación |
| ------------------------------------------- | ----------------- | --------------------- | ---------------------- |
| Álbumes recopilatorios (eliminados en 2001) | 100 000           | 200 000               | Ninguna                |
| Conjunto musical (CD+DVD) (desde 2016)      | 5 000             | 10 000                | 50 000                 |

## Controversias
El 24 de enero de 2012 el sitio web de CAPIF fue atacado por Anonymous en su plan de ataque contra las leyes de S.O.P.A. y P.I.P.A., cambiando la página principal por un dibujo de Mafalda de Quino tomando un plato de sopa con la leyenda "NO QUEREMOS S.O.P.A.".
El 30 de junio de 2014, la justicia Argentina expidió una resolución para que la Comisión Nacional de Comunicaciones obligue a los ISP del país a bloquear el acceso nacional al sitio de descargas P2P The Pirate Bay a pedido de CAPIF. Esto ocasionó que el día 1 julio, el sitio web de CAPIF fuese atacado, redirigiendo un subdominio del sitio hacia la web de "The Pirate Bay".

## Álbumes número uno
Década de 2010
- 2018
- 2019

Década de 2020
- 2020
- 2021
- 2022
- 2023
- 2024
- 2025

## Certificaciones de Diamante
| Año  | Artista      | Álbum                    | Certificación | Ventas    | Ref.   |
| ---- | ------------ | ------------------------ | ------------- | --------- | ------ |
| 2019 | Paulo Londra | Homerun                  | 2× Diamante   | 270 000   | [ 10 ] |
| 2020 | Tini         | Tini Tini Tini           | 2× Diamante   | 270 000   | [ 11 ] |
| 1997 | Soledad      | La Sole                  | 1× Diamante   | 900 000   | [ 12 ] |
| 1992 | Fito Paez    | El amor después del amor | 2× Diamante   | 1 100 000 |        |
| 1990 | Soda Stereo  | Canción animal           | 1× Diamante   | 500 000   |        |